# Pays des Moți
En Roumanie, le pays des Moți (roumain Țara Moților soit « pays des Motses ») est une région traditionnelle des Carpates occidentales roumaines, dans les monts Apuseni, en Transylvanie. Administrativement elle est partagée entre cinq județe : Alba, Arad, Bihor, Cluj et Hunedoara.

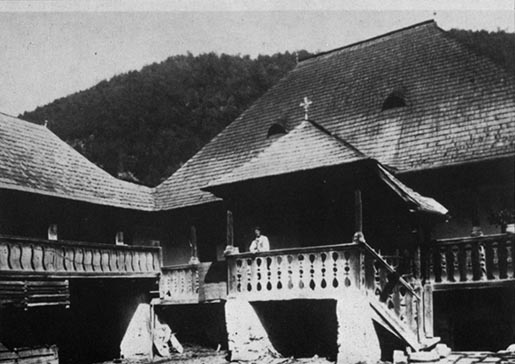
Ferme traditionnelle motse de Bucium (Alba) en 1894, à l'époque austro-hongroise.

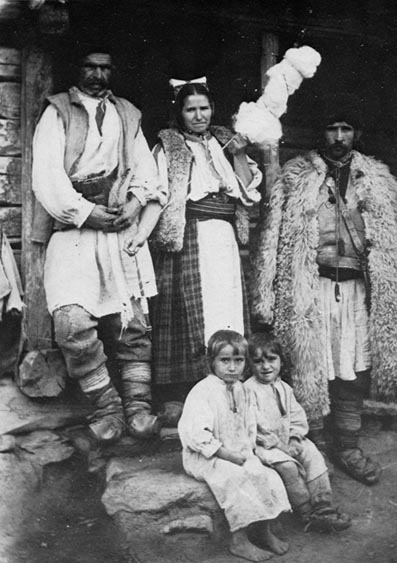
Famille de « Motses » de Meria (județ de Hunedoara), en 1911.

## Étymologie et histoire
Le « pays des Motses » tire son nom de ses habitants, les Motses (en roumain Moți). Leur nom, sans connotation administrative ou politique, est proche du mot roumain moț (prononcé "mots") signifiant « motte », peut-être en raison du caractère montagnard du pays, ou peut-être en référence à leurs anciennes fortifications : les posades, mais cette étymologie est incertaine et discutée. L'identité des Motses et de leur pays est d'ordre ethnographique, pastorale et historique : c'est une ancienne « valachie » transylvaine régie par le droit valaque, orthodoxe et roumanophone (oláhszég, vlaška, vlašina…). Ces « valachies » sont, plus savamment, appelées « Romanies populaires ».
Leurs habitants ont une longue tradition de défense de leurs droits et terroirs : les Motses ont envoyé de nombreux combattants à la révolte de Bobâlna de 1437, à la révolution transylvaine de 1784 et à la révolution roumaine de 1848, et les leaders des deux dernières insurrections : Horea (Vasile Ursu Nicola), Cloșca (Ion Oargă) et Crișan (Marcu Giurgiu) en 1784, Avram Iancu en 1848, étaient eux-mêmes Motses. Ils ont aussi formé des maquis de résistance anti-fasciste dans les années 1940-1944 et anti-communiste dans les années 1949-1953 et en 2013 ils ont organisé de grandes manifestations de masse contre l'extension de l'exploitation minière de Roșia Montană, génératrice de pollutions au cyanure et au mercure, alors que leur région est très touristique.

## Localités emblématiques
- Abrud
- Arieșeni
- Brad
- Bucium
- Câmpeni
- Crișcior
- Gârda
- Horea
- Roșia Montană
- Sălciua

## Économie
L'économie de la région repose sur l'industrie minière, l'industrie du bois, l'élevage et le tourisme.

## Tourisme
De nombreux villages de vacances profitent des caractéristiques morphologiques de la région : montagnes, nombreux karsts, réserves naturelles, spéléologie, trekking…

## Galerie

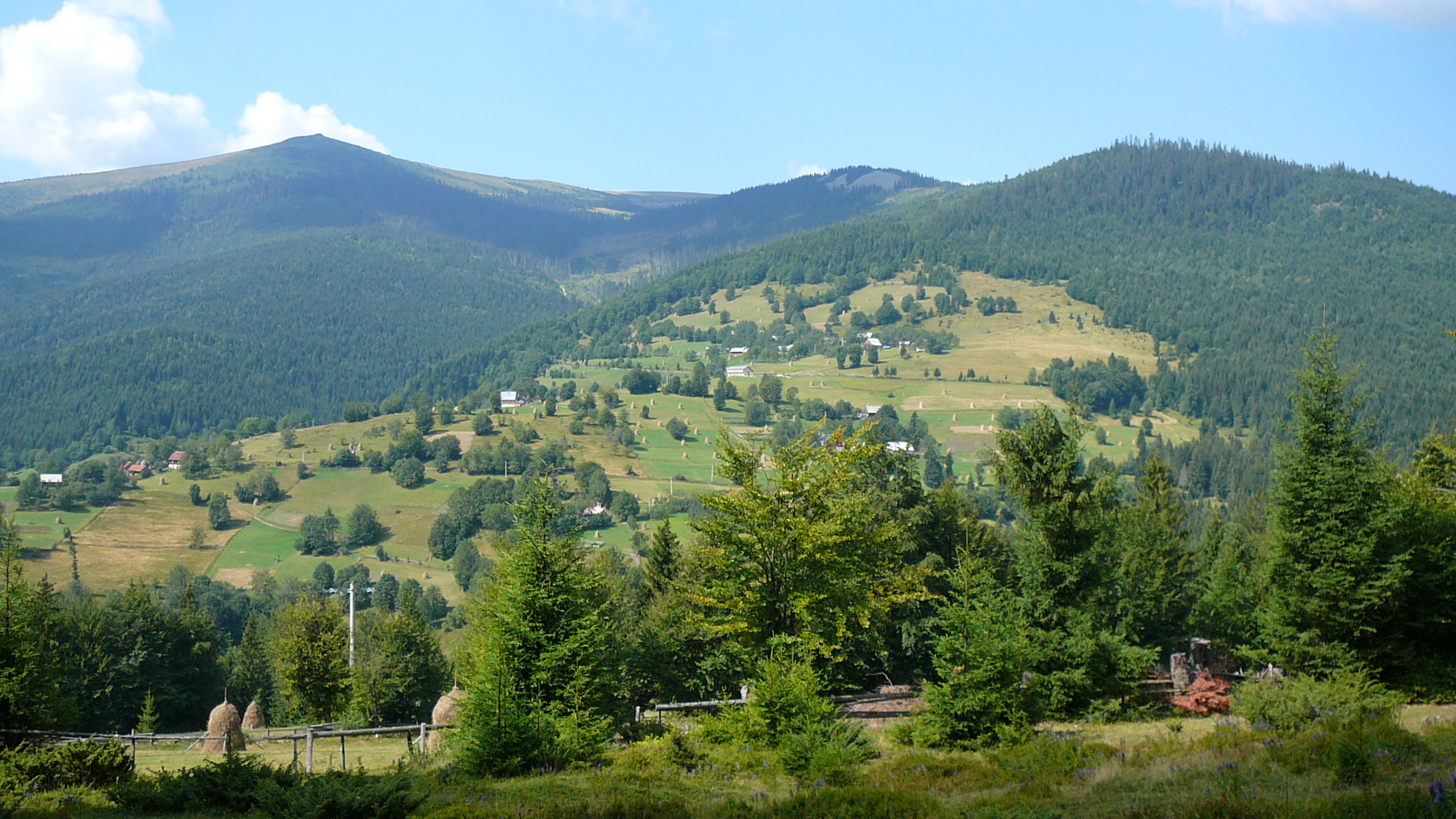
La posada d'Arieșeni, au cœur du pays des Motses
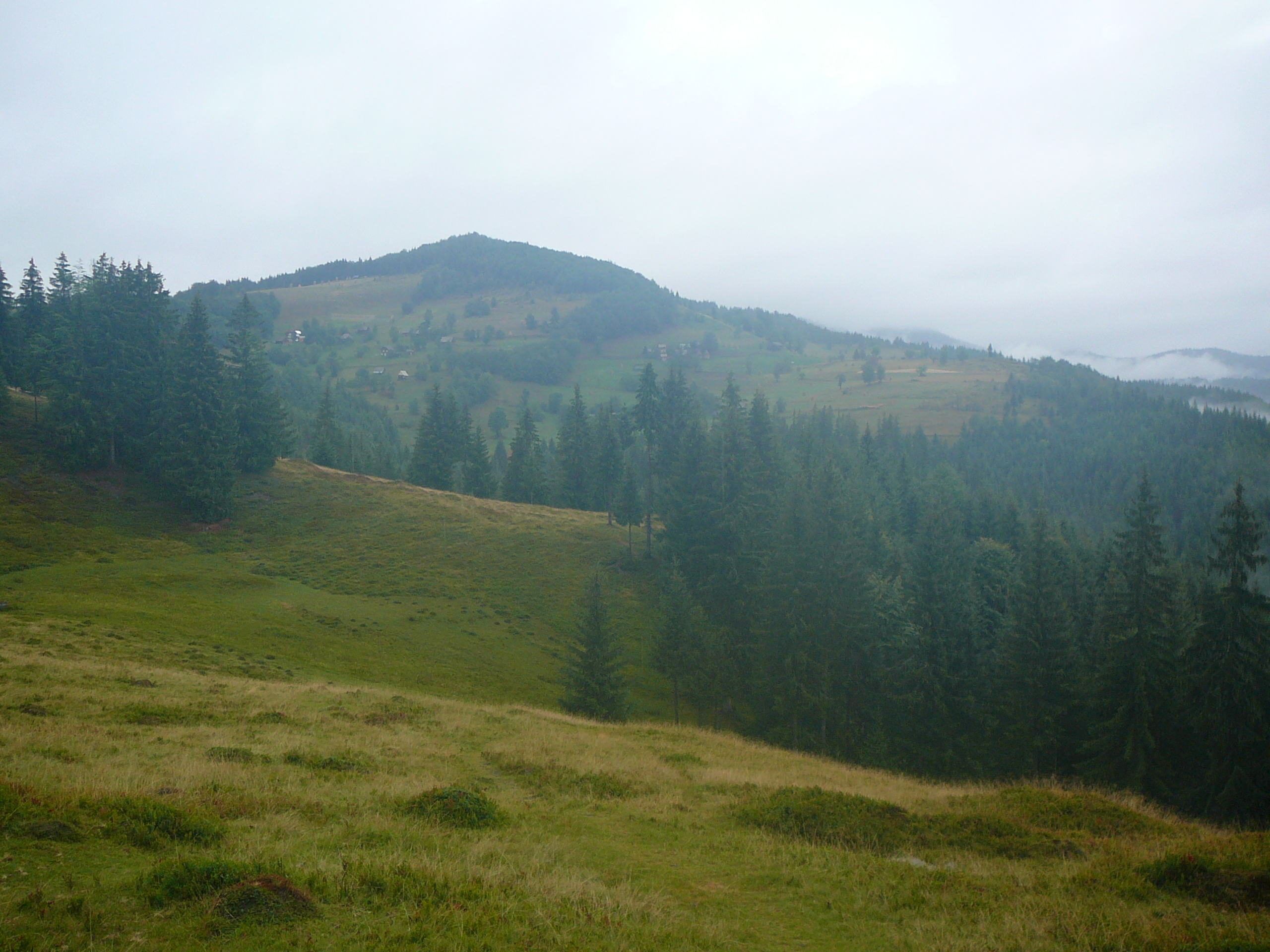
La posada de Gârda de Sus
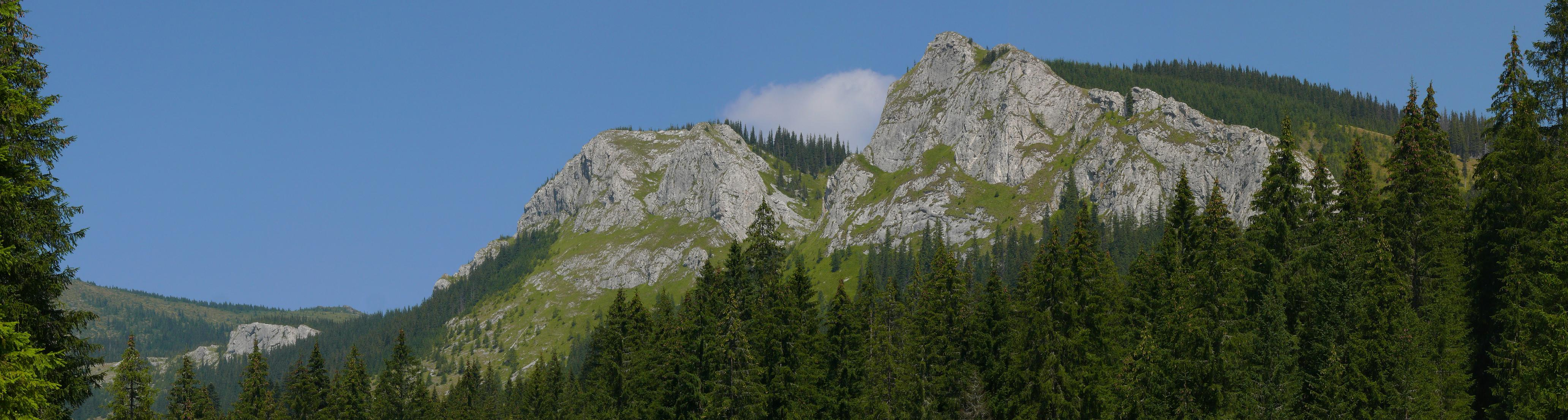
Les Monts Vlădeasa
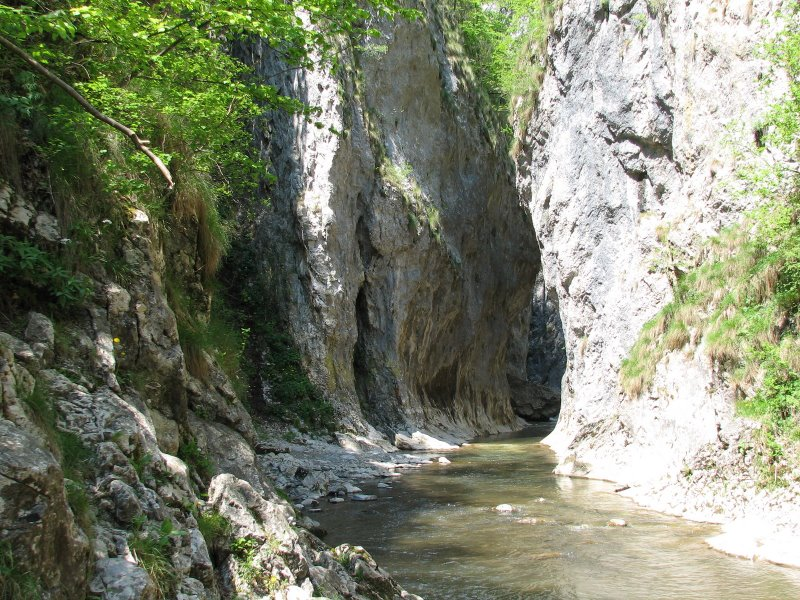
La cluse du Râmeț
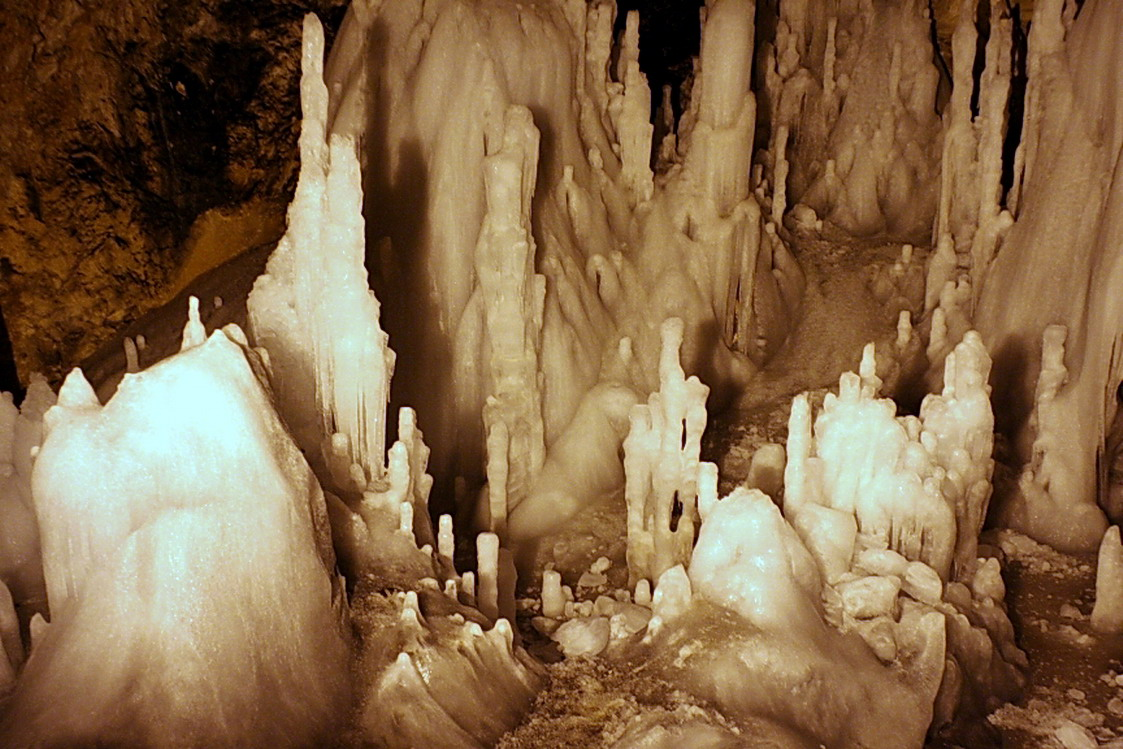
Formations en glace dans la grotte de Scărișoara (en)
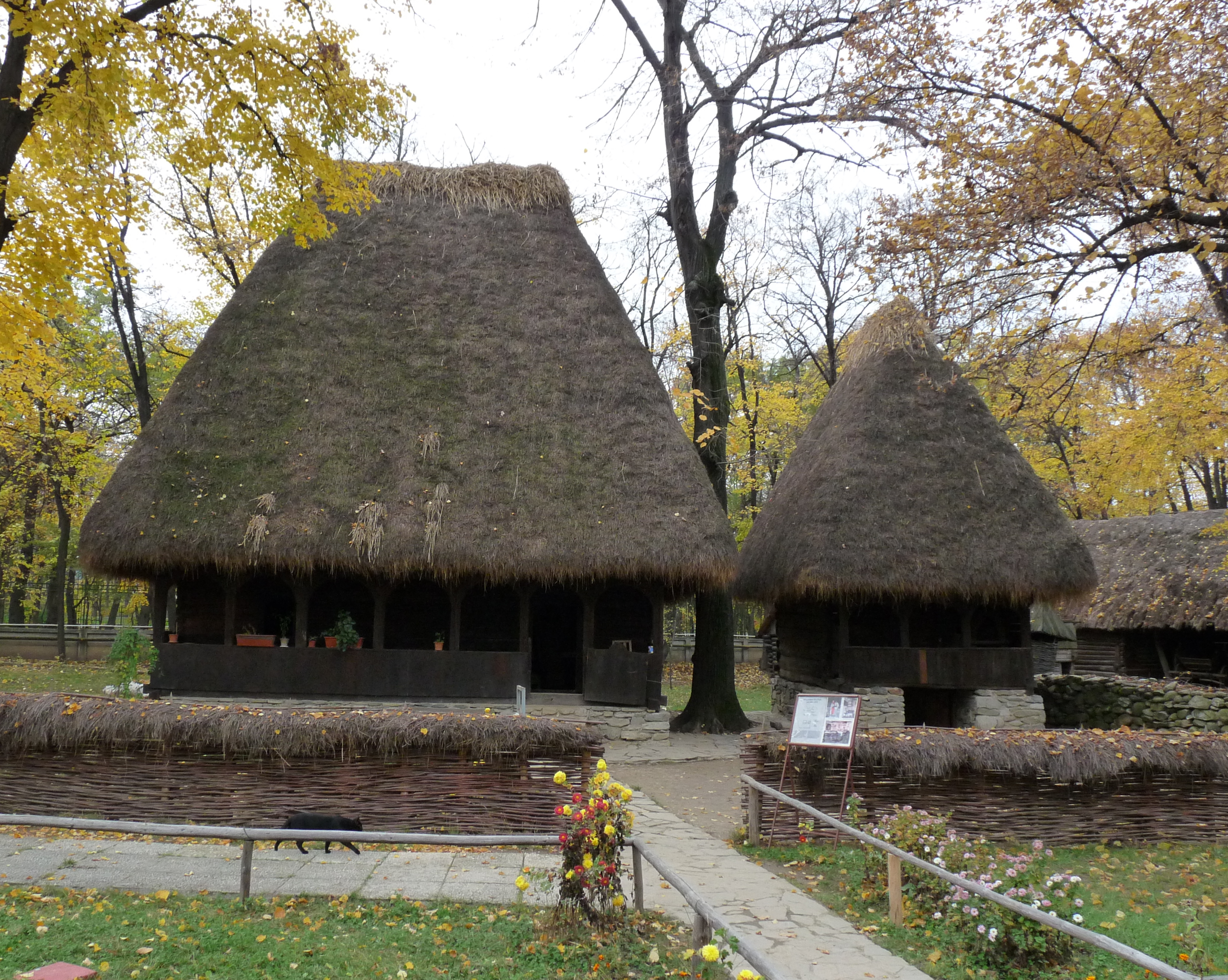
Maisons traditionnelles de Sălciua
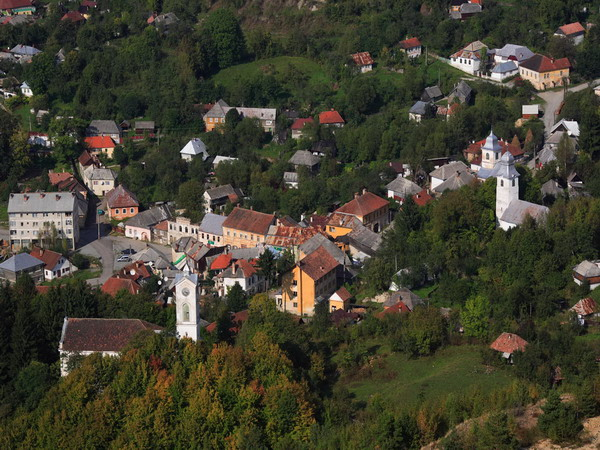
Roșia Montană

## Sources
1. ↑  Alexandru Avram, Mircea Babeş, Lucian Badea, Mircea Petrescu-Dîmboviţa et Alexandru Vulpe (dir.), Istoria românilor : moştenirea timpurilor îndepărtate (« Histoire des Roumains : l'héritage des temps anciens ») vol. 1, éd. Enciclopedică, Bucarest 2001,  (ISBN 973-45-0382-0). Pour ces « temps anciens », les documents irréfutables sont rares, fragmentaires et souvent imprécis, et les historiens roumains s'appuient surtout sur la linguistique et la toponymie, ce qui a permis, aux XIXe et XXe siècles (époque du développement des nationalismes exclusifs) la mise en cause de la notion de « valachie » ou « romanie populaire », bien que celle équivalente de « sklavinie » (pour les locuteurs des langues slaves), soit pour sa part, généralement bien admise. Pour l'historiographie hongroise moderne, une « valachie » (vlachföld) comme le pays de Motses, régie par le « droit valaque » (vlach jog) n'est rien de plus qu'une exemption de taxes accordée par les rois de Hongrie à leurs nobles pour défricher des terres royales avec des ouvriers agricoles valaques importés des Balkans (voir Béla Köpeczi (dir.), (hu) Erdély rövid története, plusieurs fois réédité chez Akadémiai Kiadó  (ISBN 963 05 5901 3) - abrégé (fr) Histoire de la Transylvanie, Budapest, Akademiai Kiadó, 1992). Ces mises en cause par la méthode hypercritique systématiquement appliquée aux historiens roumains, ont produit dans la cartographie historique et dans la majeure partie des sources secondaires l'impression que les locuteurs des langues romanes orientales auraient énigmatiquement disparu durant mille ans aux IIIe et XIIIe siècles pour ressurgir « miraculeusement » ensuite, comme l'écrit Gheorghe I. Brătianu, (ro) O enigmă și un miracol istoric: poporul român (« Une énigme et un miracle historique : le peuple roumain »), ed. Fundația Academia Civică, Bucarest 2019,  (ISBN 9786068924069) ; le Dictionnaire historique français dirigé par Michel Mourre,  (ISBN 9782047321942), dans son article sur les origines des Roumains, adopte intégralement la thèse de la « disparition durant mille ans » pour qualifier les thèses roumaines, sans plus de nuances, de « nationalistes et infondées ». Selon ce point de vue, les Motses sont donc issus d'un « miracle ».
2. ↑  Coriolan Suciu, Dicționar istoric al localităților din Transilvania, éd. de l'Académie roumaine, Bucarest 1967-1968 et Mario Solomon sur
3. ↑  Georges Diener, article Résistance paysanne et maquis en Roumanie de 1945 à 1965, in : « Genèses » n° 43, pp. 145-158, éd. Belin, Paris 2001/2
4. ↑  « En Roumanie, les citoyens remportent une victoire contre le projet de mine d'or à Rosia Montana », sur Reporterre, le quotidien de l'écologie (consulté le 15 août 2020).